# Sint-Hilariuskerk (Ediger-Eller)
De katholieke Sint-Hilariuskerk (Duits: St. Hilarius) is een monumentaal kerkgebouw in Eller, een woonwijk van de aan de Moezel gelegen plaats Ediger-Eller.

## Geschiedenis

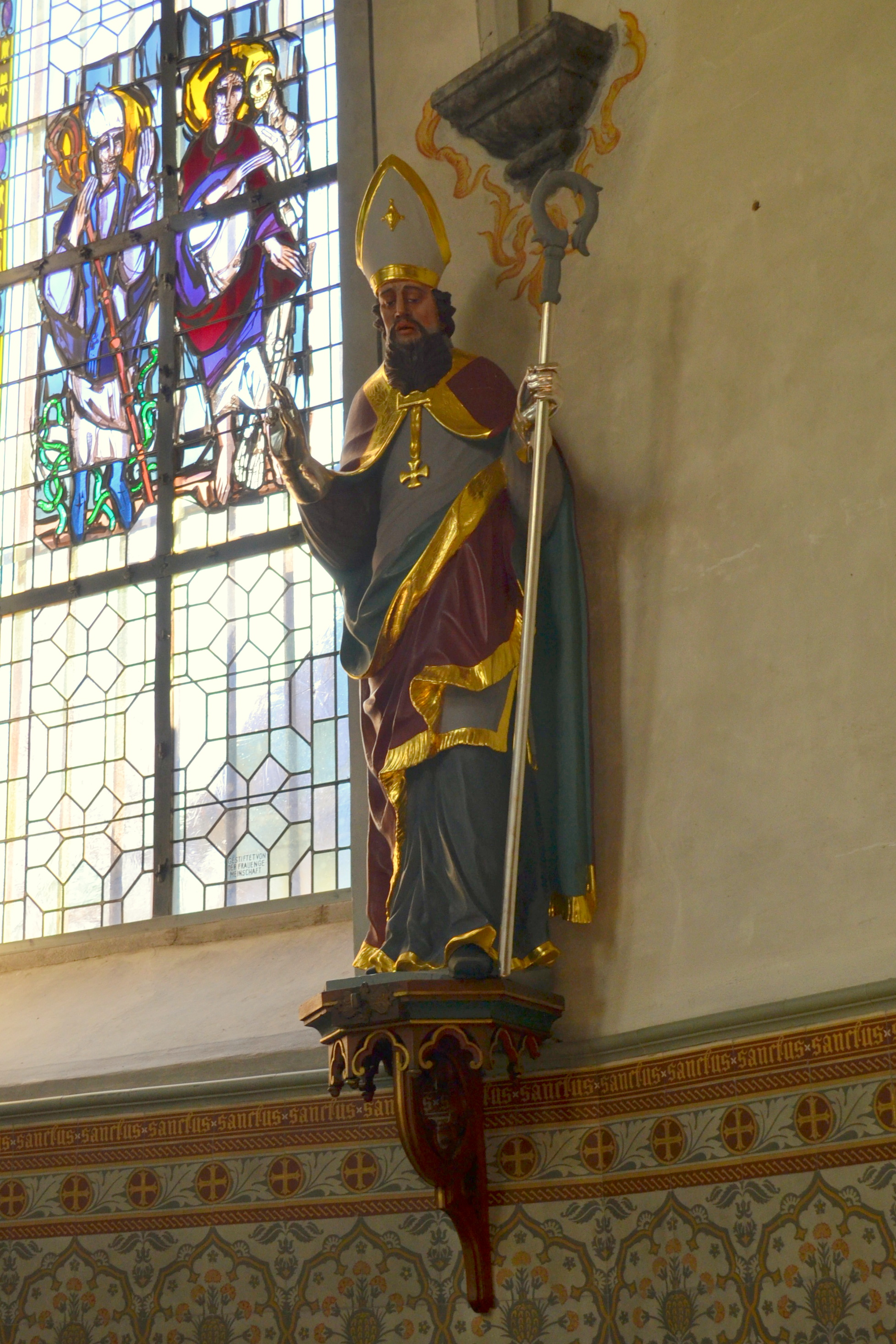
Beeld patroonheilige (1740)

De naam van de plaats Eller is van Elira afgeleid en heeft betrekking op de heilige Hilarius, die leefde van 315 tot 367. Na het jaar 517 missioneerde de heilige Fridolin onder de Franken en Alemannen. Fridolin was een groot bewonderaar van Sint-Hilarius en hij zou aan de Moezel een klooster ter ere van de heilige hebben gebouwd. Of Eller zelf tot het werkterrein van Sint-Fridolinus kan worden gerekend blijft een open vraag, maar als wandelmonnik zou hij ook aan de Moezel hebben gemissioneerd.
Voor het eerst werd de kerk in 1097 vermeld. Als getuige van de romaanse bouw van de kerk bleef de klokkentoren behouden. Hoogstwaarschijnlijk werd rond 1500 de oude bouw vervangen door een tweeschepige hallenkerk. Door de nieuwbouw werd de toren in verhouding tot de kerk te klein en daarom werd er een nieuwe gotische spits geplaatst. In 1718 vond er een barokkisering van de kerk plaats.

## Interieur
Het kerkschip wordt door een houten tongewelf overspannen, het koor door een kruisgewelf. Het schilderwerk in de kerk is barok.
- De neogotische kansel en het hoogaltaar dateren van 1891.
- Het zogenaamde Maria-altaar, een rijk bewerkt zijaltaar van zandsteen, dateert van 1621. Centraal staat de Moeder Gods met Kind die wordt omgeven door engelen en aan wiens voeten de schenkers van het altaar knielen. Ook worden in een aantal reliëfs scènes uit het leven van Christus uitgebeeld. Vermoedelijk is het altaar afkomstig uit de kerk van het klooster Stuben.
- In de noordwand van de kerk bevindt zich een gedenkplaat van de burgemeester Theys Kulver (†1566).
- Aan dezelfde muur bevinden zich 18e-eeuwse schilderstukken die de Kroning van Maria en Maria Magdalena uitbeelden. Beide schilderijen zijn afkomstig van niet meer bestaand kerkmeubilair.
- De beelden zijn nagenoeg allemaal neogotisch, behalve een beeld van de heilige Hilarius dat in 1740 werd vervaardigd.
- Op de galerij bevindt zich een Stumm-orgel uit 1828.
- In een rococokast worden talrijke relikwieën bewaard.
- De kerk heeft een bijzondere romaanse wijwaterketel.[2]

## Klokken
In de kerktoren hangen een drietal klokken: de Jezus Maria-klok uit 1488, de Petrus- en Paulusklok uit 1524 en de Sint-Hilariusklok, eveneens uit 1524.

## Afbeeldingen

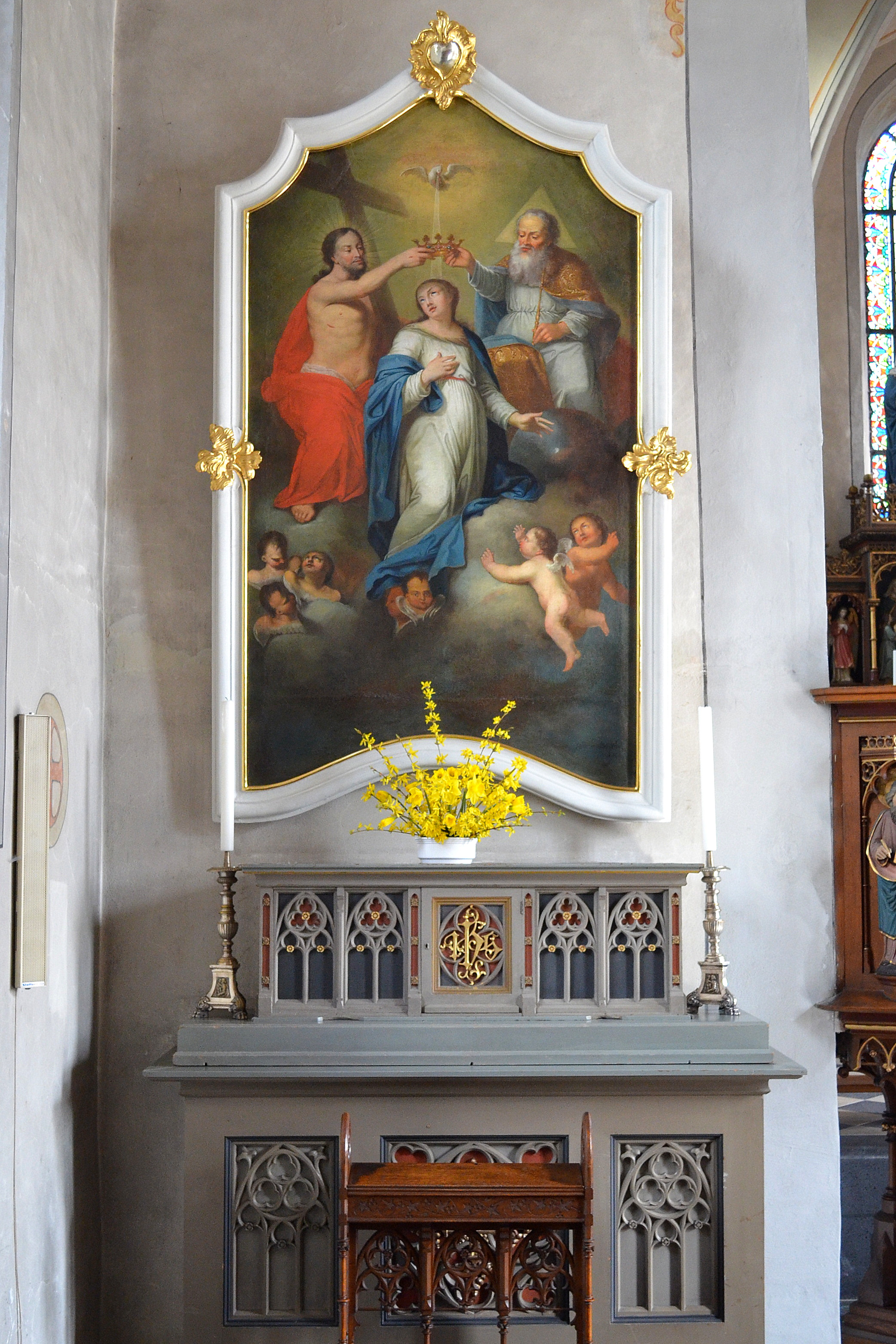
linker zijaltaar
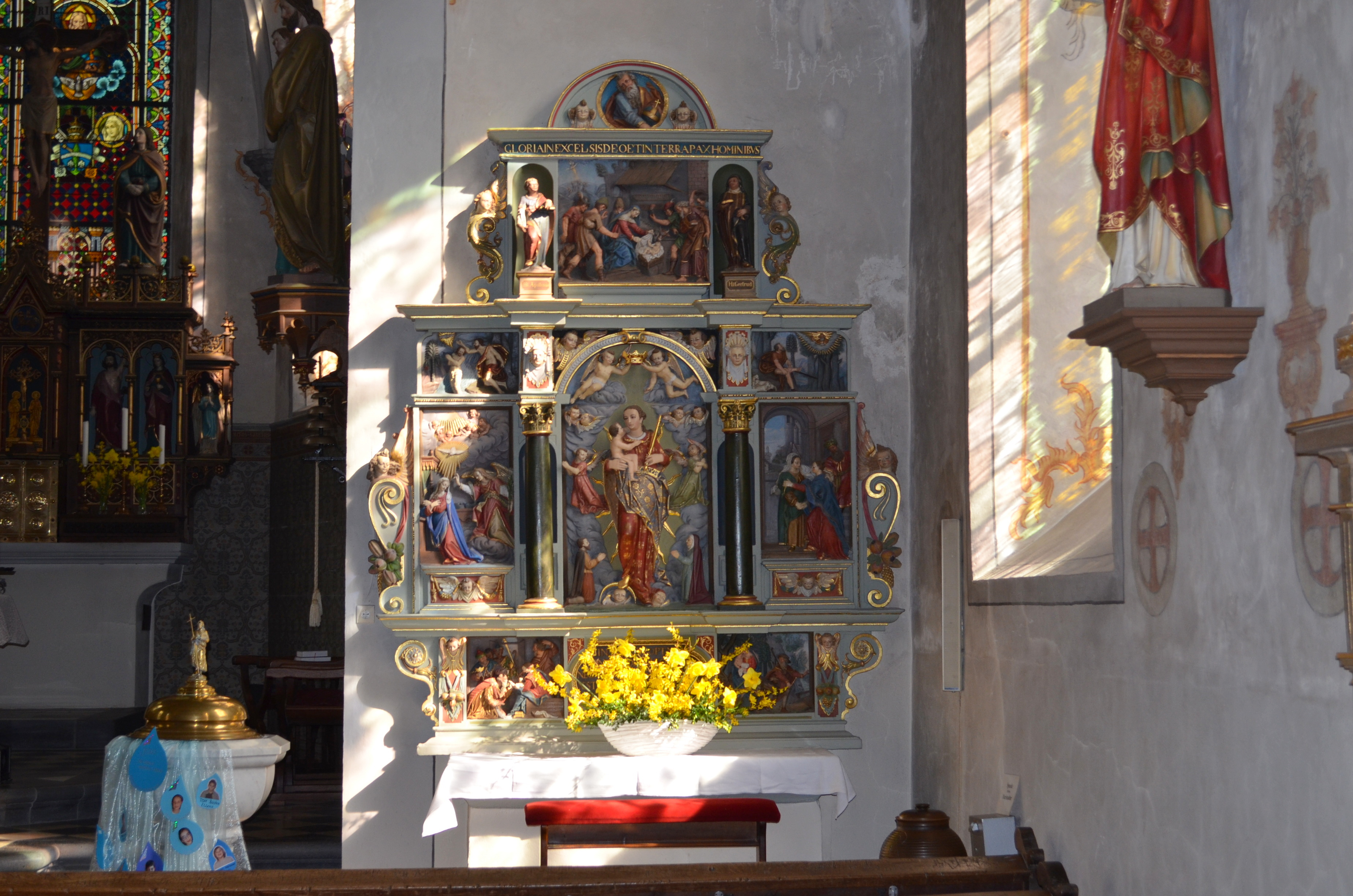
Maria-altaar
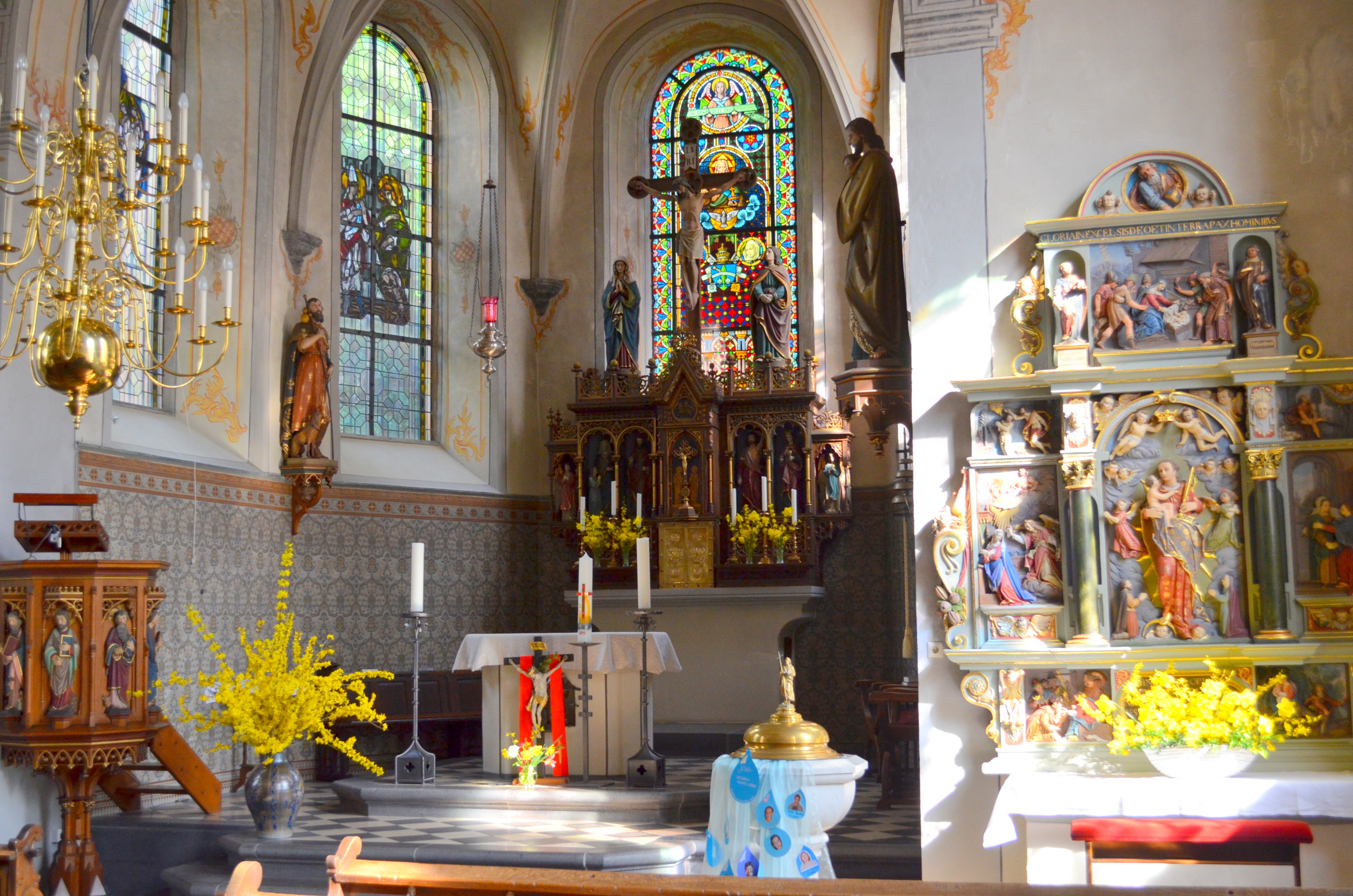
Altaarruimte
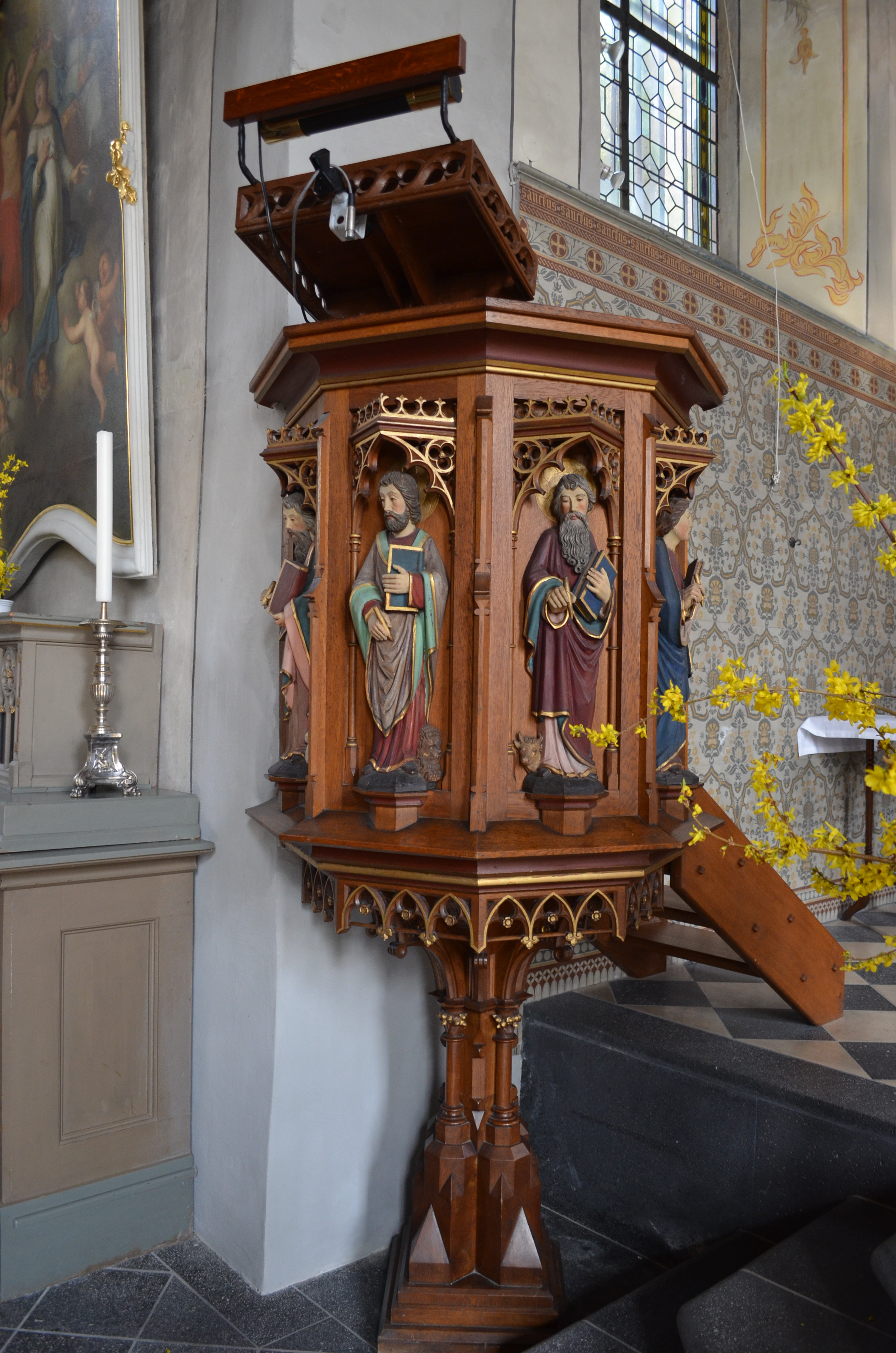
Neogotische kansel
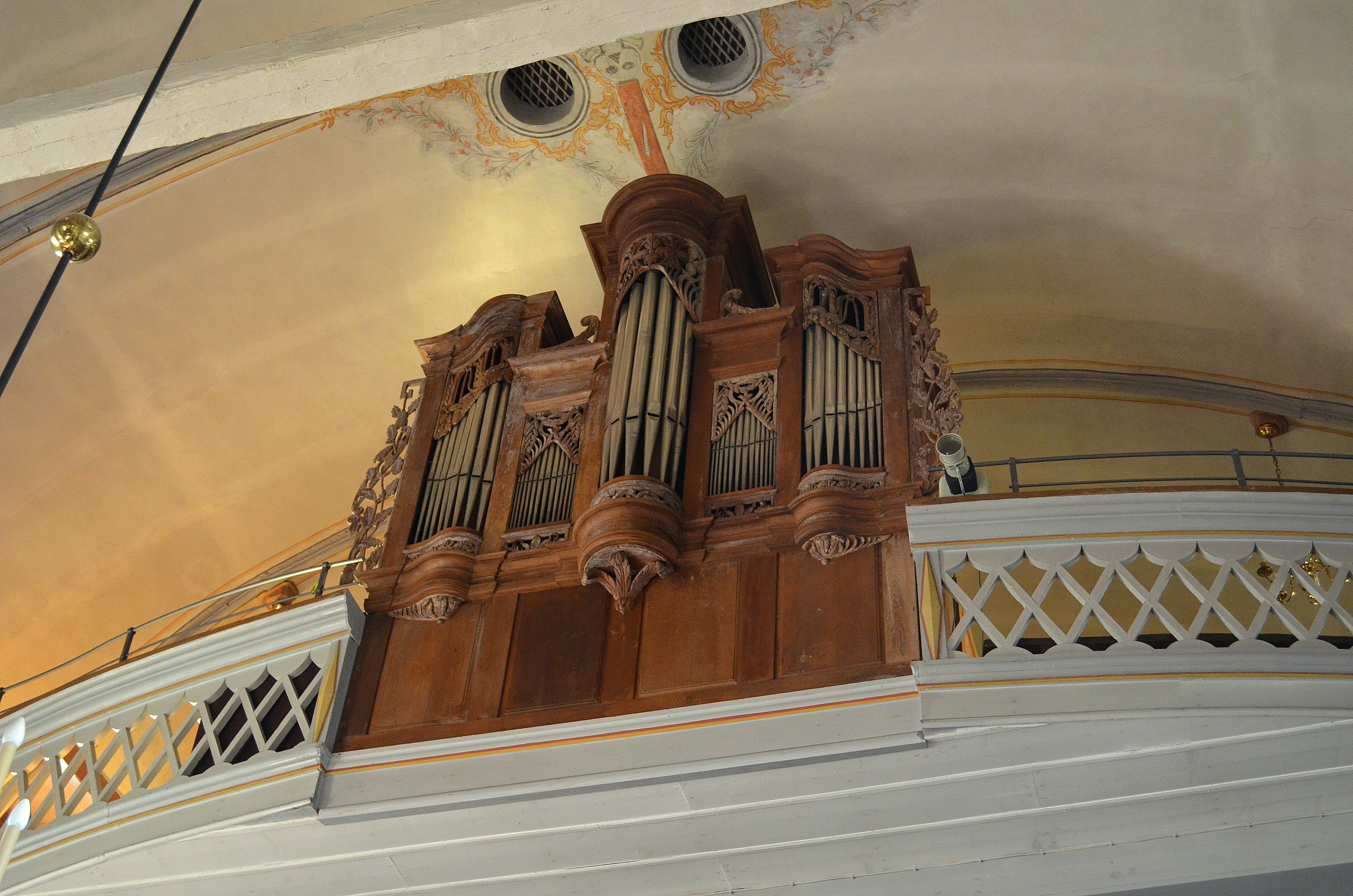
Orgel